# Campeonato Mundial de Curling Femenino de 2006
El XXVIII Campeonato Mundial de Curling Femenino se celebró en Grande Prairie (Canadá) entre el 18 y el 26 de marzo de 2006 bajo la organización de la Federación Mundial de Curling (WCF) y la Federación Canadiense de Curling.
Las competiciones se realizaron en la Canada Games Arena de la ciudad canadiense.

## Tabla de posiciones
| Pos | Equipo         | G  | P  | G–P |
| --- | -------------- | -- | -- | --- |
| 1   | Suecia         | 10 | 1  | 1–0 |
| 2   | Estados Unidos | 10 | 1  | 0–1 |
| 3   | Alemania       | 8  | 3  | –   |
| 4   | Canadá         | 7  | 4  | –   |
| 5   | China          | 6  | 5  | 1–0 |
| 6   | Dinamarca      | 6  | 5  | 0–1 |
| 7   | Noruega        | 5  | 6  | –   |
| 8   | Escocia        | 4  | 7  | 1–0 |
| 9   | Italia         | 4  | 7  | 0–1 |
| 10  | Suiza          | 3  | 8  | 1–0 |
| 11  | Japón          | 3  | 8  | 0–1 |
| 12  | Países Bajos   | 0  | 11 | –   |

## Cuadro final
|  | Clasif. a semifinal | Clasif. a semifinal | Clasif. a semifinal |  |  | Semifinal      | Semifinal |  |                | Final  | Final |
|  |                     |                     |                     |  |  |                |           |  |                |        |       |
|  | 1                   | Suecia              | 8                   |  |  |                |           |  |                |        |       |
|  | 2                   | Estados Unidos      | 5                   |  |  |                |           |  |                | Suecia | 10    |
|  |                     |                     |                     |  |  | Estados Unidos | 8         |  | Estados Unidos | 9      |       |
|  |                     | Canadá              | 7                   |  |  |                |           |  |                |        |       |
|  | 3                   | Alemania            | 4                   |  |  |                |           |  |                |        |       |
|  | 4                   | Canadá              | 8                   |  |  |                |           |  |                |        |       |

## Medallistas
| Evento   | Oro                                                                                 | Plata                                                                                                  | Bronce                                                                                 |
| -------- | ----------------------------------------------------------------------------------- | --- | -------------------------------------------------------------------------------------- |
| Femenino | Suecia · Anette Norberg · Eva Lund · Cathrine Lindahl · Anna Svärd · Ulrika Bergman | Estados Unidos Deborah McCormick Allison Pottinger Nicole Joraanstad Natalie Nicholson Caitlin Maroldo | Canadá · Kelly Scott · Jeanna Schraeder · Sasha Carter · Renee Simons · Michelle Allen |